# 瑟勒河畔克勒利
瑟勒河畔克勒利（法語：Creully sur Seulles，法語發音：[kʁøli syʁ sœl]）是法国卡尔瓦多斯省的一个市镇，属于巴约区。该市镇于2017年由原市镇克勒利、圣加布里埃尔-布雷西和维利耶勒塞克合并而成，行政中心位于克勒利。

## 地名
瑟勒河（Seulles）是法国卡尔瓦多斯省的一条沿海河流，克勒利（Creully）是该市镇的前身及主体。

## 地理
瑟勒河畔克勒利（49°17'4"N, 0°32'22"W）面积18.71 平方千米，位于法国诺曼底大区卡爾瓦多斯省，该省份为法国西北部沿海省份，北濒大西洋英吉利海峡，东北与滨海塞纳省以海上边界相接，东临厄尔省，南至奧恩省，西与芒什省接壤。
与瑟勒河畔克勒利接壤的市镇（或旧市镇、城区）包括：巴藏维尔、克雷蓬、瑟勒河桥村、贝桑地区穆兰、瑟勒河畔埃凯、贝桑地区维埃纳、勒马努瓦尔。
瑟勒河畔克勒利的时区为UTC+01:00、UTC+02:00（夏令时）。

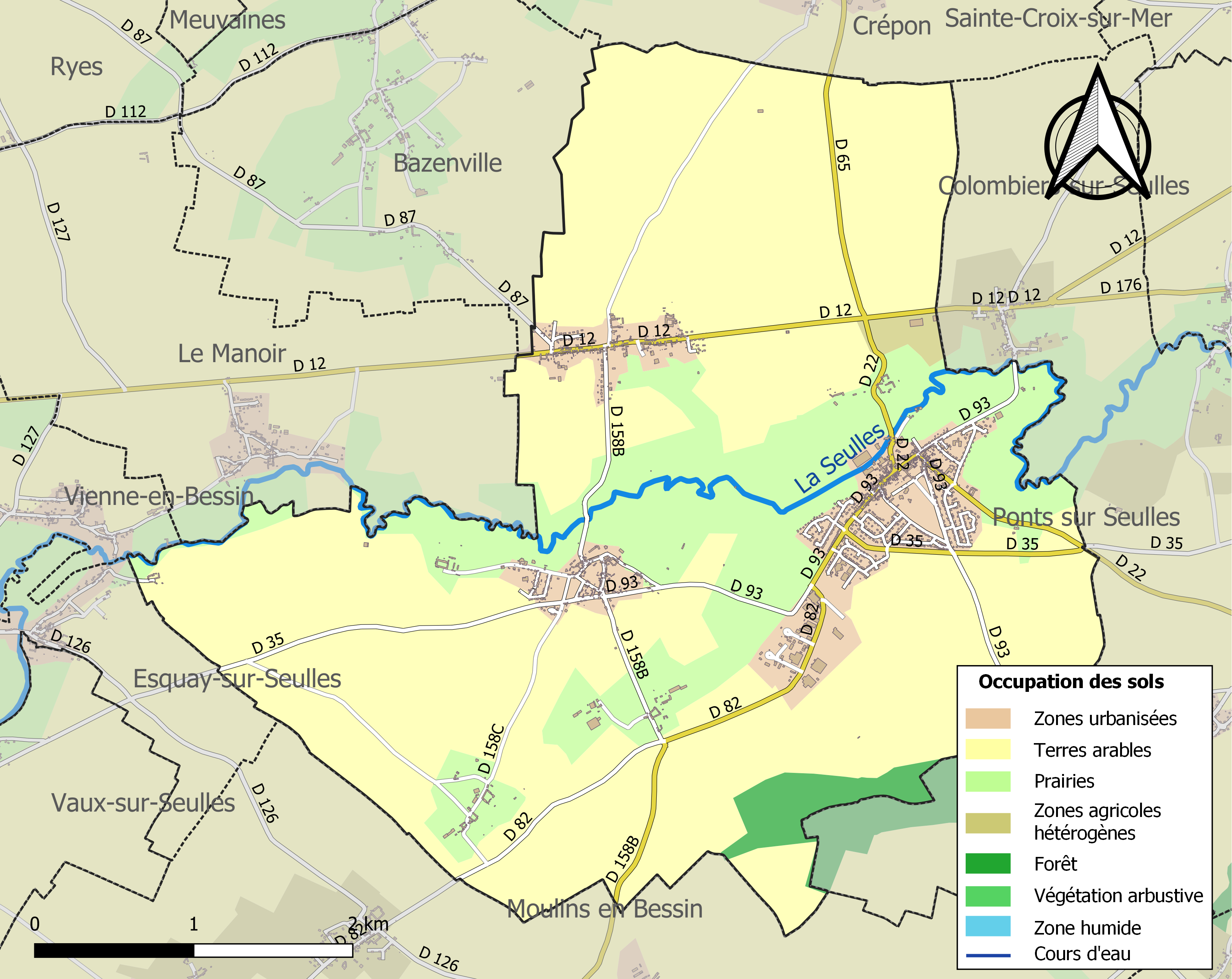
瑟勒河畔克勒利的OSM定位图

## 行政
瑟勒河畔克勒利的邮政编码为14480，INSEE市镇编码为14200。

## 政治
瑟勒河畔克勒利所属的省级选区为蒂和米县。

## 人口
瑟勒河畔克勒利于2022年1月1日时的人口数量为2272人。